# Leucanopsis biedala
Leucanopsis biedala là một loài bướm đêm thuộc phân họ Arctiinae, họ Erebidae.